# Christian Davies
Pour les articles homonymes, voir Davies.
Christian Davies, née Christian Cavanagh et aussi connue sous le nom de Mother Ross (1667, Dublin - 7 juillet 1739, Londres) est une militaire irlandaise.

## Biographie
Née à Dublin, Christian Davies grandit dans la ferme familiale de Leixlip avant de rejoindre une tante tenant un pub à Dublin lorsqu'elle a 17 ans. À la mort de sa tante, elle hérite de l'établissement qu'elle gère pendant plusieurs années. C'est à cette époque qu'elle rencontre son conjoint Richard Welsh avec qui elle se marie vers 1688.
En 1691, Richard Welsh disparaît et elle apprend quelque temps plus tard par une lettre qu'il a rejoint l'armée britannique sans que les conditions de cet engagement ne soient très claires. Elle décide alors de confier ses enfants à leur grand-mère et de s'engager à son tour pour retrouver son mari. Pour cela, elle se déguise en homme en utilisant les vêtements de celui-ci. Elle participe à son premier combat lors de la bataille de Neerwinden en 1693. Elle est renvoyée de l'armée à la suite d'un duel avec un sergent mais ne tarde pas à se réengager, au sein des Royal Scots Greys.
Elle finit par retrouver son mari en 1704, mais ce dernier est alors en couple avec une Néerlandaise. Il quitte cette dernière et les époux combattent ensemble, se faisant passer pour deux frères.
En 1706, après qu'elle a été blessée à la bataille de Ramillies, le chirurgien découvre qu'elle est une femme. Elle continue à suivre la troupe en tant que vivandière. Son mari meurt en 1709 à la bataille de Malplaquet et elle rentre en Angleterre en 1712. Le Duc d'Argyll l'introduit auprès de la Reine qui lui accorde une pension. 
Après être retournée à Dublin, elle revient en Angleterre où elle finira ses jours à l'Hôpital royal de Chelsea où elle est enterrée avec les honneurs militaires.

## Postérité
Dans le Oxford Dictionary of National Biography, sa biographe Dianne Dugaw met en avant les difficultés rencontrées pour écrire sur Christian Davies dont la vie picaresque a été maintes fois contée, souvent de manière contradictoire. Cette histoire combinée au statut de soldat engagé sous une identité qui n'est pas la sienne rend difficile l'identification d'archives militaires officielles la concernant.